# Хуго фон Спонхайм
Хуго фон Спонхайм (на немски: Hugo von Sponheim, Spanheim; † 1 юли 1137) от род Спонхайми, е през 1137 г. архиепископ на Кьолн.

## Живот
Той е четвъртият син на Стефан II († 1096), граф на Спонхайм, и съпругата му София фон Формбах († сл. 1088). Брат е на граф Мегинхард фон Спонхайм († 1136/45) и на абатиса Юта фон Спонхайм (1092 – 1136).
През 1127 г. Хуго е домхер и домдекан в Кьолн и пропст на манастир „Св. Мария“ в Аахен (1129 – 1137). През 1137 г., по време на похода в Италия на Лотар III, той е издигнат за наследник на умрелия архиепископ Бруно II фон Берг († 29 май 1137), но умира малко след това на 1 юли 1137 г. Погребан е в Бари.